# José Franco (actor argentino)
José Franco (n. Argentina; 1886 - ibíd.; 14 de diciembre de 1966) fue un actor argentino de cine y de teatro. Fue el padre de las actrices Eva, Nelly y Herminia Franco.

## Carrera
Casado por varias décadas con la actriz Ernesta Morandi, tuvo dos hijas: Herminia Franco  y Eva Franco. Formó una compañía teatral por muchos años con los primeros actores Tomás Simari y Luis Arata, luego fundó su propia compañía con la que estrenó decenas de obras. Fue su padre el encargado de  que su hija Eva debutara en las tablas con tan solo ocho meses en la compañía de Jerónimo Podestá. Luego la recomendó  a otras compañías de figuras de la talla de María Esther Podestá, Camila Quiroga y Pablo Podestá.

## Filmografía
- Pobre, mi madre querida (1948)
- ¡Gaucho! (1942)
- Santos Vega (1936).